# 跃进号货轮

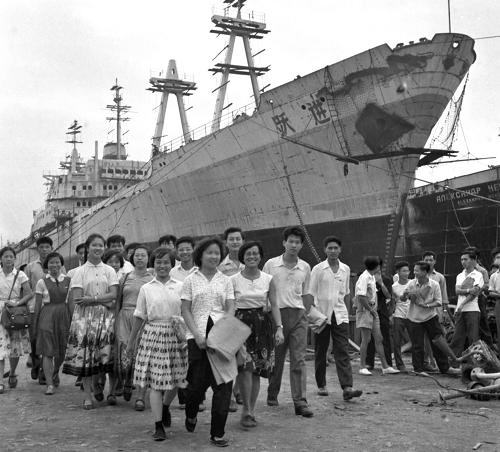
归国华侨学生在大连造船厂参观正在制造的“跃进号”万吨巨轮

跃进号是中華人民共和國第一艘自建的万吨远洋货轮。它的载重量为15,930吨（DWT），满载排水量22170吨（Displacement），船长169.9米，宽21.8米，型高38米，满载吃水9.72米，主机采用汽轮机，14000马力，航速22节，运营速度18节。

## 历史
此前中華人民共和國自建的最大船型为1958年建成，满载排水量8730吨的“和平28号”沿海货轮及其姊妹船，船员编制约120人，用于国内和东南亚近海航线。躍進號为苏联转让技术和设备建造的第1艘“567”型万吨级远洋货轮，由大連造船廠按照蘇聯設計圖紙製造。大连造船厂只有建造过五千吨船的经验，一步迈上建造万吨远洋货船是一个难度极大的挑战。厂长原宪千率领专家组急赴苏联考察。
该船为钢质船、双层纵通甲板、长艏楼、巡洋舰艉、单桨船型、船体结构型式属纵横混合式。船体采用cxπ-4高强度合金钢板，装备有先进的导航仪和大功率高参数蒸汽轮机。总长169.9米、两柱间长156米、型宽21.8米、型深12.9米、设计吃水8.5米、结构吃水9.72米，满载排水量2.217万吨、营运航速18海里/小时，续航力1.2万海里、载重量1.593万吨（其中载货1.34万吨），结构上考虑了冰区加强，适于装载谷物、杂货，可航行于世界任何航区。安装有当时先进的“航向-4型”陀螺罗径、航迹自绘仪、无线电测向仪、水压计程仪和航海雷达等多种航海仪器。为近代自动化程度较高，船员较少的船型，船员编制约60人。船壳制造只用了58天，於1958年11月27日船壳下水。1959年中国人民邮政发行特32《中国制造第一艘万吨级远洋货轮》邮票。但舾装因“大跃进”随后的经济困难，无力进口所需的各种自动化设备。该船1961年5月第一次轻载试航后，回厂整修；1962年5月再次轻载试航；1962年11月重载试航。1962年12月取得中华人民共和国船舶检验局颁发的船级证书及其他各项适航证书，投入中國近海航线运营。交通部将“跃进”号交给代管远洋运输业务的上海海运局管理。
1963年，中韩关系尚不佳；大陆与台湾尚处于军事敌对状态，时有武装冲突，包括袭击对方“武装”商船，此军事敌对直至1979年中美建交后才在行动上停止；中日关系刚开始缓和。此前大陆的国际海运贸易多限于与苏联（北部航线）、罗马尼亚（南部航线）等華沙公約組織阵营，由苏联、罗马尼亚货轮运输，由其本国船长船员操作（另有通过香港私营船东途径与欧美及东南亚国家间接贸易）。1961年中远集团（COSCO）的前身中国远洋运输公司（即交通部远洋运输局对外商业经营名称）正式成立，跃进轮本身属首批中華人民共和國自建、自配船长船员，进行自主国际海运贸易的远洋货轮之一，此时中国船員比較熟悉参照海岸线的近海航行，普遍缺乏依赖仪表的远海航海經驗。
1962年11月，中国国务院外事办公室副主任廖承志与日本前通商产业大臣高碕达之助签署了《中日长期综合贸易备忘录》，把中日关系从“民间往来”一举推向了“半官半民”阶段。中日双方商定，开辟中日航线。1963年3月交通部提出开辟中日航线并以“跃进”轮首航日本。该建议于4月11日经国务院总理周恩来批准。当日，交通部即电告上海海运局和远洋局广州办事处，指示由“跃进”轮首航日本，安排在上海、青岛两港装货，到日本门司和名古屋两港卸货，并担负开辟中日航线的重任。要求远洋局和上海海运局共同做好各项准备工作。4月中旬，上海海运局在海军有关部门支持下，制订了航线，选择由青岛向东南148°方位航至长江口外（北纬32°东经124°处）转向正东直奔大隅海峡的航线。未使用一般国际通用航道（经韩国济州岛北面的一条航道），而是绕行济州岛南面，使用了一条国际上一般不使用的航道。
因是本船首次出国业务，且为开辟与日本的新航线，亦因当时的政治气氛，原4个月国内近海航线试运营（只在大连和上海之间连续试跑了3个航程。按规定大型新船的验收试航期起码要半年以上）期间委任的船長张衍铎、大副、二副及22名非党团员船員被調走，被換上不惧危险，「政治絕對可靠」但亦缺乏远海航海經驗并对自动化设备不太熟悉的船员。船长与大副都是政治上绝对可靠，十多年来第一次上船工作的“老”海员。二副不仅没跑过远洋，而且已离船三四年，业务生疏，对雷达、台卡这些重要的导航仪器都不熟悉。4月22日上海海运局将航线方案报交通部，同时向船长陈家祥、政委、轮机长3人传达。普通船员是在出海之后在青岛外的前湾锚地才被通知此行前往日本。

## 触礁沉没
1963年4月24日，“跃进”轮在上海港装载砩石、杂货3414吨，驶向青岛港加装玉米、杂货10047吨，共计13461吨。4月30日15时58分，躍進號展開首次国际远洋运输，此次远洋目的之一即为开辟中日海运航线。載著1.3萬噸玉米、矿产品和其他杂货3600多吨從青島港外锚地，开船时船首吃水9.55米，船尾吃水9.65米。在夏季满载吃水标准9.72米规定以下（即未超载，没有“不适航”）。按照预先拟定的“青岛－上海长江口转向点－日本门司”航线，前往日本门司港和名古屋西港。
当时虽然有海图标明有苏岩礁，但由于当时的政治气氛，跃进号选择了离韩国较远的航线，先由青岛沿海岸线驶往上海，在上海出海口转向正东驶入远海，预计在苏岩礁附近海域转向东北，因此苏岩礁成为航线图纸面上的定位点。这是一个在设立无线电导航站前一直有争议的定位点，苏岩礁属落潮时也处于水下约4.6米的暗礁，当时其上既无灯塔亦无无线电导航设施。在靠近苏岩礁时，船长临时改变航线，停用自动导航，改人工操作，试图从距苏岩礁7海哩距离处经过，并令多名高阶船员在此使用六分仪定位，测得了差异较大的定位结果。事发当时虽为日间却阴云笼罩，海面风浪较大，定位产生误差，5月1日13时45分“跃进号”触礁苏岩礁，船首下沉，海水涌上主甲板。不過，船員最初卻又因当时的政治气氛认为，跃进轮是在公海，受试图阻碍中日建立贸易往来的敌对方袭击沉没，并在5月1日阴云且风浪下登救生艇过程中，将水下数米处的暗礁阴影误认为潜艇。于是躍進號沉沒前，船員發出「我輪受襲、損壞嚴重」的緊急密電。周恩来总理指示解放军海军立即派军舰前往营救。海军205、206、211、224号四艘护卫舰连夜出航救援。13时58分，该轮再次发出国际上通用的SOS求救明码电报，同时决定弃船。14时15分，海水已涌至主甲板，船首开始下沉。轮机长俆翊令在船已倾斜的时候最后一个从底舱爬出来的，上来后见大家正慌乱呼喊着穿救生衣，船长在那呆得像块石头不穿救生衣也不肯上救生艇，大家把船长硬拉上救生船；只有船政委跑上跑下，指挥弃船撤离。14时20分，全船59名船员分乘4艘救生艇离船。17时10分该轮沉没。59名遇险船员于5月2日0点20分被日本渔船“对马丸”和“壹歧丸”营救脱险。5月2日，日本日中贸易促进协会向中国政府发来通知说，“跃进号”59名遇险船员分乘三艘救生艇在海上浮流被日本渔船“对马丸”和“壹歧丸”救起，于6时0分转登到这个海域的日本海上保安厅巡视船“甑”号。周恩来总理立即命令海军派军舰去把遇险船员接回。5月2日19时30分，所有遇险船员在东海海域登上解放军“211”护卫舰，随后返回上海。
5月3日，中国各报刊、新闻广播转载了新华社5月2日电讯：“我‘跃进’号货船赴日本途中突然遇难沉没。我国政府对此十分重视，正对沉没原因进行严密调查。船员经日本渔轮救起，正由我派出的护卫舰接返祖国。”
因而59名船員被日本漁船救起後，均聲稱躍進號「遭三枚潛艇魚雷襲擊」。事件引起當時國際關注，美國、日本、南韓及中華民國政府均表示與事件無關。
5月4日2时30分，周恩来在中南海召集海军和交通部的领导开会，听取了对“跃进”号船员调查情况的汇报和分析。周恩来强调只有进行海底探摸、获得物证，才能判断是受敌人攻击还是航行触礁，在取得确凿证据之前，不下结论。并决定以5月15日为目标，立即在上海进行出海调查的水下作业和军事协助的准备工作。调查“跃进”轮沉没原因的海上作业编队很快在上海组成。其中，由东海舰队的护卫舰（“成都”、“昆明”）、扫雷舰（“沙家店”、“周口店”）、猎潜艇（“金州”、“兖州”）各2艘组成了3个战斗警戒分队，由上海海运局的“和平60号”货船、上海救捞局“救捞1”、“救捞8”和海军的“海设”号等4艘舰船组成第四分队，即水下作业分队。整个编队包括海军指战员和地方潜水员、船员、干部共1097人。编队指挥舰为“成都”舰。周恩来在北京亲自接见了跃进轮船长、政委和三副、三管轮以上的高级海员，调查是触礁还是被潜艇击沉。
5月12日上午周恩来从杭州到达上海。5月12日、13日两天，周恩来亲自参加了在上海锦江饭店举行的调查“跃进号”失事原因的准备情况汇报会议，听取了海军副参谋长傅继泽汇报东海舰队出海调查时的行动计划和参加出海调查的领导干部的名单（由东海舰队常务副司令周仁杰、第二政委段德彰带队出航），上海市委第一书记柯庆施插话说：“这次东海舰队出海调查‘跃进’号是个很重要的任务，怎么舰队司令员、政治委员不亲自出海呢？”周恩来指出“在调查跃进轮沉没原因工作中，一定要贯彻毛主席的指示，不仅要注重和阶级敌人作斗争，而且要注重和自然界的敌人作斗争，要实事求是，要有科学态度”“跃进轮沉没的原因，有敌人破坏的可能，也有触碰礁石的可能，大家一定要实事求是”，并说“跃进”号沉没事件已成了国际事件，对于这样的大事，我当总理的要抓，你们这些当司令、当政治委员的，也要亲临第一线；对于重大问题，我们主要领导干部一定要亲自出马，这要成为一条规矩；主要领导干部不但要亲临第一线，还要善于抓住带有关键性的问题不放，一抓到底！上海打捞局局长张智魁汇报关于打捞、潜水方面的问题，并指出“我们过去潜水最高记录是42米，而济州岛一带水深是60米左右”。周恩来总理当场拍板为了保证深海潜水员立即让上海市领导从华东电管局仅有的两个大的储气罐抽调一个，还叮嘱要制定出周密措施，保证电站的工作和安全。为了水下调查取证，需要耐高压密封的水下摄影机，周恩来马上叫秘书通知香港立即买两架送来，并带来足够用的胶卷。5月12日下午，周恩来检查编队舰艇出航的具体准备情况，走遍了每一艘舰艇、仔细询问检查。随后周恩来又到上海海军医学研究所看望了正在减压训练的潜水员，并要求做好保护潜水员的防鲨鱼措施。5月13日早晨6时，周恩来专程来到“和平60号”轮检查准备工作情况并看望潜水员。上午9时，周恩来在柯庆施的陪同下，来到吴淞码头，在陶勇、刘浩天、张学思等陪同下检阅了海军部队。随后周恩来登上海上编队指挥舰“成都”舰，检查该舰出海的准备情况。5月13日下午，应东海舰队司令员陶勇的请求，周恩来在东海舰队吴淞基地礼堂给调查船艇编队全体人员做了长达4个小时的报告。5月13日晚，周恩来在交通部长王首道陪同下到锦江饭店小礼堂接见了“跃进”号全体船员。周恩来说：“‘跃进’号沉没的原因现在还不清楚，所以我们决定组织舰船到现场去查明‘跃进’号沉没的真实原因。但是问题已经发生了，我希望大家振作精神，认真总结‘跃进’号事故的沉痛教训，把坏事变好事，使我们今后的安全工作搞得好些，以弥补这次事故的损失。”当听说开航前近二分之一的船员调离，周恩来问：“为什么这样做？”航远局副局长说：“主要从政治上考虑。有些人的出身不好。”周恩来说：“政治，这叫什么政治？这不是马列主义政策，这是唯成分论。”周恩来听闻开航前不将目的地港告诉船员是怕泄密，生气批评：“胡闹！天下哪有这样保密的？再说，我们不说日本人也会说。跃进号首航日本，在日本是家喻户晓的，疑人不用，用人不疑，船员都是船的主人，既然将船交给他们，就应该信任他们。这样做，说到底是什么人也不相信，只相信自己。”周恩来了解航线的制定情况后说：“这条航线的制定也是错误的……跃进号是条商船，不仅要考虑拿枪的敌人，还要考虑自然界的敌人－暗礁、浅滩等各种航行障碍物。”周恩来又询问了弃船时间和安全措施等问题，激动地说：“大家想想，这样一些临时从四面八方凑起来的人，心神不定，情况不明，乱糟糟地将一条万吨巨轮开出去，行驶的又是一条危险的错误航线，请问，怎么不出事故？”周恩来最后总结：“导致跃进号沉没的原因很多，天气，船上的仪器设备，船员的驾驶技术等看来都有问题，但最主要一条是官僚主义，神秘主义，瞎指挥。”5月13日晚21时吃完晚饭，周恩来参加了调查编队临时党委会议。5月13日24时，周恩来飞返北京，登机前再次叮嘱陶勇：“再给你们3天准备时间。你们去公海调查，这是第一次，要用毛主席《实践论》的思想指导自己的行动，不管世界舆论怎样，我们是共产党人，一定要实事求是，是一就是一，是二就是二。证明“跃进”号沉没的原因，不能用“大概”、“可能”，一定要找到它，一定要有充分的证据。”
会后，陶勇对周仁杰说：“我到锦江饭店去看望周总理时，柯庆施同志就对我说过：调查‘跃进’ 号问题，周总理都亲自出马到上海来抓，你们司令员、政委不出海好吗？我考虑了柯庆施同志的意见，想和刘政委一起，率编队出海，你和段政委负责第二梯队编队指挥。”海军党委同意东海舰队常委调整编队指挥人员的决定。5月15日，出海调查作业编队公布了编队的指挥机构和临时党委成员名单：由东海舰队司令员陶勇、东海舰队政委刘浩天、海军副参谋长张学思和傅继泽、东海舰队政治部主任李长如、交通部北方区海上运输局副局长陶琦、上海海运局党委书记韩克辛、上海打捞局局长张智魁等8人组成，陶勇任书记，刘浩天任副书记。编队参谋长聂奎聚。为了加强海上支援兵力，海军从东海、北海舰队共抽调了30艘舰艇、140架飞机，组成支援海上作战二梯队；第二梯队的指挥员为周仁杰，政委为段德彰。
5月17日，新华社播发了周恩来拟定的《关于调查‘跃进号”遇难事件，新华社奉命发表声明》，全文如下：

中国货轮‘跃进号’遇难事件引起国内外各方面人士的普遍关注。
我交通部经过初步调查，以为‘跃进’号极大可能是触礁沉没，但是还不能最后排除水下攻击的可能性。
为了进一步查清‘跃进’号货轮遇难的确实原因，中国政府决定由交通部负责进行现场调查，并由中国人民解放军派必要的舰只和飞机予以协助。为此，确定在苏岩礁、虎皮礁、鸭礁之间，以北纬31°58′、东经125°11′为中心，半径十五海里圆周内的海域为调查作业区，并自一九六三年五月十九日起开始调查作业，希望各国舰只和飞机避免发生误会，不妨碍这一规定海域内调查作业的进行，在调查作业结束后，将另行发表公告。
中国政府深切感谢日本渔船、巡视船对‘跃进’号遇难船员的营救和护送，深切感谢沉船事件以来日本各界所表示的关怀和慰问。”

5月18日9时，调查舰船编队从吴淞某港出航。5月22日下午找到“跃进”轮沉船，在苏岩方位148°，距离1.2海里，即北纬32°06′、东经125°11′7″。25日7时22分，海军潜水员严土法从东海舰队“海设”轮下潜成功，摸到了沉船船首“跃进”二字，水深近60米，船体左倾侧卧海底，甲板近似垂直。按照周恩来关于“能办到的积极去办，办不到的不要蛮干”的指示，编队自5月26日起进行潜水作业。至6月1日派遣東海艦隊海軍潛水員72人次42小时06分的下潜作业。“对苏岩礁进行了4天18次的摸索，在它的西南角发现一块长约3.5米、宽不到1米的平坦岩礁（水深9米）；岩礁上有遭受触撞的显著痕迹，在被撞处的周围有许多岩石碎块（已取回８块），潜水员在水下见到部分礁石上有紫红色漆皮存在。”“‘跃进号’的破损情况：摸到破洞三处，凹陷５次，舭龙骨折裂一次；在第三货舱后部与机舱之间的船底处有纵向裂口1道，长17米，前端宽约15厘米，中间宽约40厘米，后部宽约3厘米，上口钢板外翘，下口钢板里卷，在裂口尾端嵌有压碎的礁石粉沫；在上述裂口后端向上约24厘米处，船底钢板焊接部位有纵向裂缝1条，长92厘米，宽5厘米；在机舱中部船底有长约60厘米，前宽15厘米，后宽8厘米的三角形破口一个”“从沉船中和苏岩礁被撞处取出航海日记3本等物件29种”“‘跃进号’船体三段合龙的两条焊缝，经多次核查，并无异样。”“根据上述情况分析，可以证实‘跃进号’确系触礁而沉没！”中共中央、国务院、中央军委、总参谋部、交通部立即给调查舰船编队发来贺电和嘉奖令。以后陆续发来贺电和嘉奖令的还有中共中央华东局、中共上海市委、东海舰队等。遵照周恩来的指示，编队于6月2日清理现场，到20时05分结束后启程返航。6月4日13时10分，编队10艘船舰胜利返回到达吴淞。副总理兼总参谋长罗瑞卿代表党中央、中央军委，海军政委苏振华、上海市委领导以及1000多名群众在码头上迎候。新华社播发了电讯稿，全文如下：

新华社奉命发表声明：中国交通部为进一步查明‘跃进’号沉没的真实原因而派出的调查作业船队和中国人民解放军海军协助调查的舰艇，在苏岩礁周围海域经过15天的调查作业，在北纬32°06′、东经125°11′42处发现沉没了的‘跃进’号船体，经过周密调查，已经证实‘跃进’号是因触礁而沉没的。现在海上调查作业已经结束，船队和海军协助舰艇已经于6月2日20时零5分离开作业区返航。

同时躍進號由当时的中国人民保险公司进行了当时总额125万英镑船壳险（其中国际分保了104万英镑，这其中分给社会主义国家的数额为223875英镑，分给资本主义12个国家84家保险公司的数额为816125英镑，包括英国为55.24万英镑，苏联为5万英镑，捷克为3.75万英镑，保加利亚、民主德国、波兰、罗马尼亚各为2.5万英镑，此外还有匈牙利、缅甸、法国、西德、印度、阿联等国家的保险公司各分别承保少部分）。还有货物险25.5万英镑（玉米9813吨，金额205585英镑；砩石3405吨，金额27398英镑；草帽辫160包，金额8620镑；滑石块210吨，金额2520镑；其余还有蜂蜡、猪鬃、山羊皮、羊肠衣、麂皮等杂货，共值约11287英镑）。绝大部分货物险以到岸价格由日本方面投保，保险金额共计207127英镑；中方承保货物的保险金额仅为48283英镑，投保人为日本商户，保险条件主要是运输险和战争险，半数以中国保险公司名义出单委托英国保险经纪人威立斯（Willis）安排了分保，绝大部分分给英国公司。5月初周恩来就召见办理保险的中国人民银行国外业务局（副局长林震峰）保险处（处长施哲明）再保科科长王恩韶询问何种情况能够理赔，王恩韶说明由于船长或船员工作上的疏忽所致的保险船舶沉没全损，（再）保险公司应当按保险金额全数赔偿；如果是由敌人使用水上武器造成船舶沉没，因“跃进”轮已加保了战争险，也可以获得赔偿；同时说明，保险公司承保后已向国外保险公司办理了分保，大部分赔款可以及时向国外摊回。周恩来总理亲自抓国际再保险的理赔的文件材料准备工作，涉及部门众多，特别是调查船舰编队的工作。中国人民银行保险处（人保公司）不定期地向国务院报送《关于向国外索取“跃进”轮船、货保险赔款的简报》，重大问题都向国务院请示报告。1963年5月23日，中国人民银行向“李先念副总理并转总理”呈送《关于向国外分保公司索取“跃进”轮保险赔款的请示报告》，文件包括正文及15个附件，包括《估计国外分保公司对“跃进”轮赔案可能提出的疑问和我们的解释意见》、“跃进”轮船长《海事报告书》、“跃进”轮船舶航海日志摘录、“跃进”轮轮机日志摘录、“跃进”轮船级证书影本、“跃进”轮船舶安全设备证书影本、“跃进”轮无线电报安全证书影本、“跃进”轮船长合格证书影本、“跃进”轮吨位证书影本、“跃进”轮国际船舶载重线证书影本、“跃进”轮适航证书影本、“跃进”轮青岛开出口许可证影本。6月2日，调查结论表明“跃进”轮显系触礁沉没，总理办公室当即通知中国人民银行：“胡副行长：经过实地调查，‘跃进’号货轮已肯定是触礁沉没的，总理请你们根据此点和交通部及有关部门共同研究，对原请示报告加以修改后再送批。”6月13日，中国人民银行再将《关于向国外索取“跃进”轮船舶保险赔款等问题的请示报告（修正稿）》上报。6月18日，人保已向“中国远洋运输公司”支付全部赔款125万英镑（按当时汇率折合人民币支付，扣除中远所欠保费后，实际支付款为人民币856.791284万元）。随后人保“向国外摊收赔款工作，根据总理和李先念副总理指示，证件的准备做得比较周到，总的来说进行是顺利的。各外国分保公司对我送去的各项索赔证件均未提出任何问题或疑问。在解付赔款方面，绝大部分公司在收到我索赔要求的一个月内即将赔款汇来。”截至9月20日，“跃进”轮对外摊赔工作基本结束，未收到的赔款仅剩零星尾数。最终获得赔付金额总值104万英镑，略大于跃进轮的建造费用，可以在国际市场上“购置一条至两条设备较好的万吨级货轮”。“跃进”轮造价贵，一是因为作为同型号首艘船国内的造价比较高，二是此船是苏联按照辅助巡洋舰的规格造的并在极地海区冰期适航，钢板的标准比普通商轮高。
为了接受“跃进”轮沉船事故的教训，交通部和海军司令部召开了关于“跃进”轮沉船事故的分析会和总结会。海军航海专业干部和海军院校教员应用误差理论，从航海工作方面分析事故发生的教训，其要点：一是选择的航线不安全，离危险物太近。二是应当准确测定罗径差和计程仪改正率。三是应当认真研究海区情况预先采取避险措施。四是要充分利用陆标条件测定船位。交通部从上到下多次进行分析总结，汇编了《跃进轮触礁沉没事件的教训》，从开辟中日航线的组织领导、使用“跃进”轮首航中日航线、船员调配、货载组织工作、转向点和航线、开航前的航行准备工作、航行中的驾驶操作、出事后的应急措施、弃船与人员被救、通讯联络工作、船舶保险与索赔、船舶政治工作等12个方面总结了各项准备工作的情况、存在问题和教训以及应该改进的意见，指出事件的直接原因虽然是由于驾驶操作错误所致，但也暴露了这次开航工作中各个方面的许多问题－从交通部到所属单位领导，思想松懈，盲目乐观，工作粗糙，缺乏严肃负责精神，造成了整个开航工作的混乱；教训是深刻的，代价也是沉重的，通过这起事故总结制订了一系列运输生产安全措施，包括“十不开航”，“五不拖带”，“十二项注意”等沿用至今。

## 同级姊妹船
“567”型万吨级远洋货轮的第二艘也是大连造船厂制造的“红旗”轮。1964年3月起张燕铎任上海远洋运输公司“红旗”轮船长。1965年8月31日“红旗”轮从青岛启航，装载同样是运往日本门司港的玉米。周恩来总理点名安排张燕铎（张衍铎）任此次远航的船長，并指示“做好安全检查，确保万无一失”。“红旗”号轮机部门仍是“跃进”号的原班人员。9月2日“红旗”号驶过日本的关门海峡，安全抵达门司港；又航经横滨、川崎、神户3港，9月28日回国靠上了天津新港码头，胜利完成了“跃进”号未能实现的“处女航”。1968年10月11日，交通部派遣“红旗”号开辟南北航线，由钱永昌船长担任由北向南开辟南北航线并直达欧洲的首航任务－“红旗”号从上海启航，绕经大隅海峽，菲律宾的苏里高海峡和巴拉巴克海峡，停靠亚、欧、非的新加坡、伦敦、安特卫普、鹿特丹、汉堡等7个国家的7个港口，历时航行133天，总航程33294海里，1969年2月20日安全返抵上海，胜利完成开通南北航线直达欧洲的试航任务。为支持智利的阿连德总统，由周恩来总理亲自安排，经毛泽东主席圈阅批准，交通部于1971年7月16日再次派遣钱永昌船长率领“红旗”轮开辟中国－南美新航线。“红旗”号从大连港启航，斜越太平洋，直抵智利的瓦尔帕莱索港。10月31日“红旗”轮胜利返回青岛港，总航程21971海里，历时108天，开创了中国远洋船单航程最远距离的新纪录。由于主机耗油量高，经济效益欠佳，“红旗”轮于1983年9月报废拆解。